# Castell de Maldà
El Castell de Maldà és un edifici de Maldà (Urgell) declarat bé cultural d'interès nacional. És el símbol i principal monument del poble i un dels castells més coneguts de la comarca.

## Descripció
És un gran castell palau, modificat el segle xiii, ampliat el segle xv i transformat en palau el 1682. Queden els murs fins a la teulada. Fou malmès pels carlins el 1833.
El castell primitiu de Maldà estava emplaçat en els edificis que envolten la plaça de la Torre, al llarg dels segles XII-XIII-XIV. El castell fou reformat tal com ho testimonia la inscripció de la dovella central de la portalada d'accés al castell on s'hi llegeix: "ANDREAS FILI/PUS IMCEPIT O/PERAM CASTR/ GUILELMI CA/RDONE ANO DO/MINI MCCXII" La traducció ens diu "Andreu Felip comença l'obra del castell d'en Guillem de Cardona en l'any del senyor 1212". Actualment, els murs perimetrals conservats en peu deixen entreveure una magnífica construcció d'opulents murs amb les restes dels matacà de vigilància i torretes als angles. Es tracta d'una construcció rectangular amb un gran pati asimètric. El nucli més vell de l'edifici està format per una cambra de planta rectangular i una sala de planta pentagonal irregular amb nombroses espitlleres, totes dues situades a la banda sud. Aquest sector fou construït en el segle xiii com un complement del castell principal, construït al mig del poble i abandonat al segle xii. Al segle xv es construí la sala de les arcades, recentment rehabilitada com a sala polivalent, amb set arcs de diafragma de nou metres d'alçada.
Primerament, el castell obeïa a una funcionalitat defensiva i de rebost en la seva part baixa i en el primer pis hi tenia una sala gran, tres cambres privades, la cuina i un petit rebost. Posteriorment, el castell fou ampliat considerablement; les reformes van afectar sobretot al perímetre del castell i a les instal·lacions que funcionaven de rebost, celler i quadres.

## Història

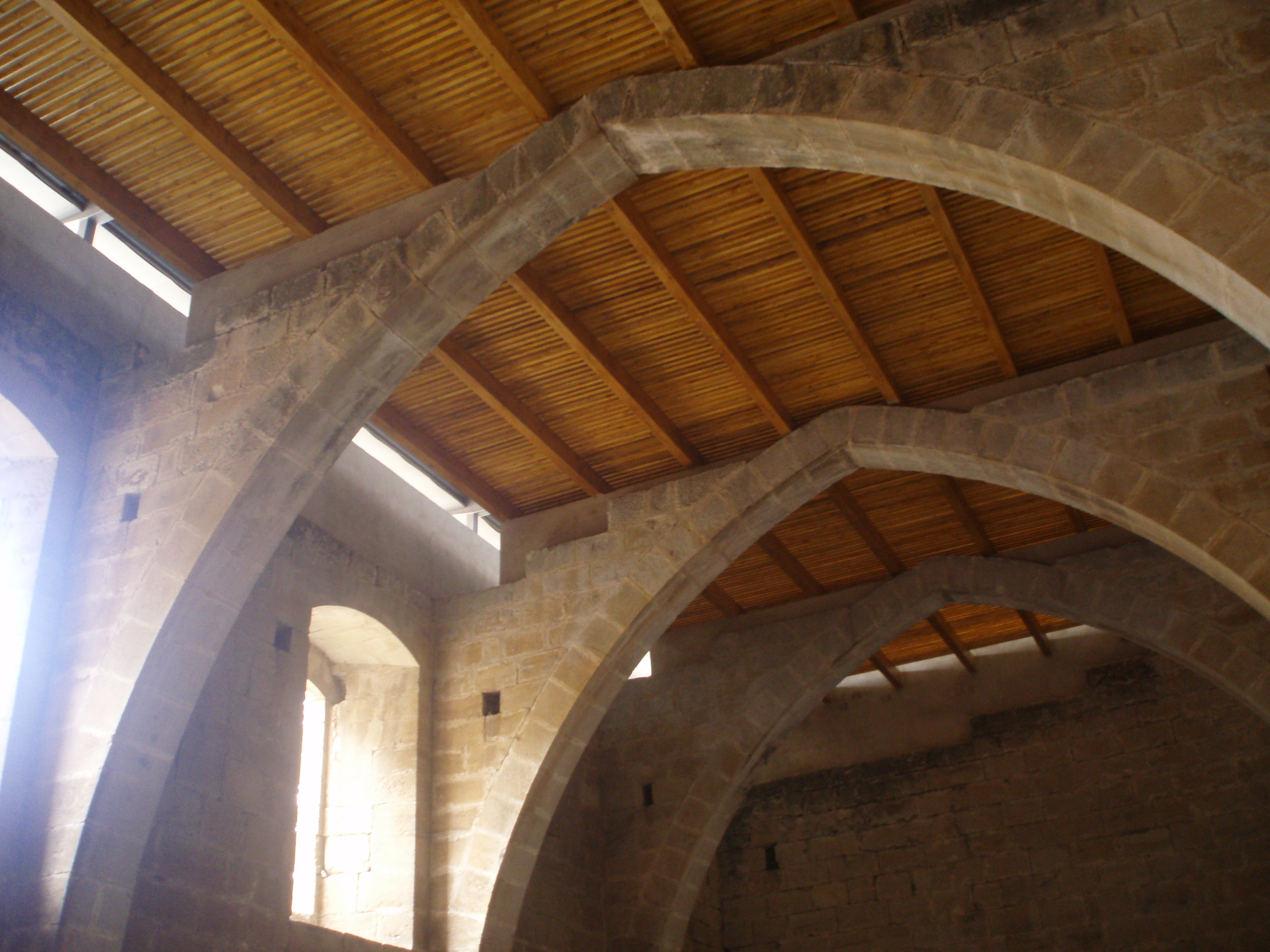
Sala dels arcs del castell

Castell termenat. Documentat el 1082. La primera esmena documental referent a l'existència d'aquest castell data del 1082 i és la donació dels comtes de Barcelona els germans Ramon i Berenguer i la comtessa Mafalda al vescomte Ramon Folch de Cardona del castell de Maldà i el castell de Maldanell. Al 1249 es documenta la visita del monarca al castell de Maldà. Al 1350 la vescomtessa Beatriu d'Anglesola, vídua d'Hug I de Cardona es disposà a passar llargues estades en aquest castell i es creu que coincideix la seva estada amb les obres d'engrandiment del castell. Posteriorment al 1450 Pere de Cardona vengué el castell a Bernat Albert, senyor de Ponts. Posteriorment, la família dels Albert revengueren el castell a Miquel Joan de Claramunt. Del 1662 es conserva la redacció d'un inventari i anys més tard al 1667 el castell fou subhastat públicament i adquirit per Jaume de Cartada i Sala, qui fou el promotor de la construcció de la plaça que precedeix l'entrada al castell. Al 1833 un escamot de carlins van calar foc al castell fins a deixar-ne només dempeus les parets mestres.
Es poden establir cinc etapes en l'evolució del castell: segles xi i xii, construcció del castell vell; segles xiii i xiv, construcció del castell nou; segles XV-XVI, transformació del castell adoptant la fisonomia actual; segles XVII-XVIII, abandó del projecte, el castell restarà inacabat; segle xix fins a l'actualitat, destrucció, espoli i degradació del monument.
A principis del segle XXI el Sr. Alfons de Vilallonga i Serra és l'actual Baró de Maldà i Maldanell i ha donat l'edifici a canvi de participació en el Patronat del Castell de Maldà, format per diverses entitats i personalitats col·laboradores, entre elles l'Ajuntament de Maldà. Actualment, la major part del Castell està sent remodelada tot i que, en una part on les obres ja han acabat, ja s'hi celebren actes. Hi ha una proposta per fer del Castell de Maldà un centre d'estudis sobre la Vall del Corb.